# Jorge Soto (football)
Pour les articles homonymes, voir Jorge Soto.
Jorge Antonio Soto Gómez, plus couramment appelé Jorge Soto, né le 27 octobre 1971 à Lima (Pérou), est un footballeur international péruvien. Ses frères José et Giancarlo sont également footballeurs.

## Biographie

### Carrière en club
Joueur emblématique du Sporting Cristal, Jorge Soto – surnommé El Camello (« le chameau ») – était un milieu de terrain polyvalent, alternant dans presque toutes les positions. Il détient à la fois le record de meilleur buteur historique du club (175 buts) et celui du nombre de matchs joués (566). Du reste, il atteint avec le Sporting Cristal la finale de la Copa Libertadores en 1997 et remporte cinq titres de champion du Pérou dont trois consécutifs dans les années 1990 (voir palmarès).

### Carrière en équipe nationale
Avec 101 sélections et neuf buts en équipe du Pérou entre 1992 et 2005, Jorge Soto est l'un des rares joueurs péruviens à avoir franchi la barre des 100 sélections. Il joue son premier match international le 25 novembre 1992 lors d'un match amical contre l'Équateur (1-1) et son dernier le 12 octobre 2005 contre la Bolivie (victoire 4-1). Il marque son premier but en sélection le 5 septembre 1993 lors d'un match contre le Paraguay (2-2). Le 9 octobre 2005, il honore sa centième sélection lors d'une rencontre face à l'Argentine (défaite 2-0). 
Il dispute cinq Copa América (en 1993, 1995, 1999, 2001 et 2004) et participe également à une Gold Cup en 2000, où son équipe atteint le stade des demi-finales. Il joue enfin 37 matchs comptant pour les tours préliminaires de la Coupe du monde, lors des éditions 1994, 1998, 2002 et 2006.

## Statistiques

### En sélection nationale
| Saison                | Sélection             | Phases finales        | Phases finales | Phases finales | Éliminatoires CDM | Éliminatoires CDM | Matchs amicaux | Matchs amicaux | Gold Cup 2000 4e | Gold Cup 2000 4e | Total | Total |
| Saison                | Sélection             | Compétition           | M              | B              | M                 | B                 | M              | B              | M                | B                | M     | B     |
| --------------------- | --------------------- | --------------------- | -------------- | -------------- | ----------------- | ----------------- | -------------- | -------------- | ---------------- | ---------------- | ----- | ----- |
| 1992-1993             | Pérou                 | Copa América 1993     | 0              | 0              | -                 | -                 | 9              | 0              | -                | -                | 9     | 0     |
| 1993-1994             | Pérou                 | -                     | -              | -              | 3                 | 1                 | 2              | 0              | -                | -                | 5     | 1     |
| 1994-1995             | Pérou                 | Copa América 1995     | 2              | 0              | -                 | -                 | 7              | 0              | -                | -                | 9     | 0     |
| 1995-1996             | Pérou                 | -                     | -              | -              | -                 | -                 | 3              | 0              | -                | -                | 3     | 0     |
| 1996-1997             | Pérou                 | Copa América 1997 4e  | -              | -              | 5                 | 1                 | 2              | 0              | -                | -                | 7     | 1     |
| 1997-1998             | Pérou                 | -                     | -              | -              | 4                 | 1                 | 2              | 0              | -                | -                | 6     | 1     |
| 1998-1999             | Pérou                 | Copa América 1999     | 4              | 1              | -                 | -                 | 8              | 1              | -                | -                | 12    | 2     |
| 1999-2000             | Pérou                 | -                     | -              | -              | 6                 | 0                 | 2              | 0              | 4                | 1                | 12    | 1     |
| 2000-2001             | Pérou                 | Copa América 2001     | 4              | 0              | 1                 | 0                 | -              | -              | -                | -                | 5     | 0     |
| 2001-2002             | Pérou                 | -                     | -              | -              | 5                 | 0                 | -              | -              | -                | -                | 5     | 0     |
| 2002-2003             | Pérou                 | -                     | -              | -              | -                 | -                 | 6              | 1              | -                | -                | 6     | 1     |
| 2003-2004             | Pérou                 | Copa América 2004     | 4              | 0              | 7                 | 1                 | 3              | 0              | -                | -                | 14    | 1     |
| 2004-2005             | Pérou                 | -                     | -              | -              | 6                 | 1                 | -              | -              | -                | -                | 6     | 1     |
| 2005-2006             | Pérou                 | -                     | -              | -              | 2                 | 0                 | -              | -              | -                | -                | 2     | 0     |
| Total sur la carrière | Total sur la carrière | Total sur la carrière | 14             | 1              | 39                | 5                 | 44             | 2              | 4                | 1                | 101   | 9     |

#### Buts en sélection
| Buts en sélection de Jorge Soto | Buts en sélection de Jorge Soto | Buts en sélection de Jorge Soto                   | Buts en sélection de Jorge Soto | Buts en sélection de Jorge Soto | Buts en sélection de Jorge Soto | Buts en sélection de Jorge Soto |
|                                 | Date                            | Lieu                                              | Adversaire                      | Score                           | Résultat                        | Compétition                     |
| ------------------------------- | ------------------------------- | ------------------------------------------------- | ------------------------------- | ------------------------------- | ------------------------------- | ------------------------------- |
| 1.                              | 5 septembre 1993                | Estadio Nacional, Lima (Pérou)                    | Paraguay                        | 2-1                             | 2-2                             | QCM 1994                        |
| 2.                              | 6 juillet 1997                  | Estadio Nacional, Lima (Pérou)                    | Bolivie                         | 2-0                             | 2-1                             | QCM 1998                        |
| 3.                              | 16 novembre 1997                | Estadio Nacional, Lima (Pérou)                    | Paraguay                        | 1-0                             | 1-0                             | QCM 1998                        |
| 4.                              | 23 juin 1999                    | Estadio Alianza Lima, Lima (Pérou)                | Venezuela                       | 2-0                             | 3-0                             | Amical                          |
| 5.                              | 29 juin 1999                    | Estadio Defensores del Chaco, Asuncion (Paraguay) | Japon                           | 1-1                             | 3-2                             | CA 1999                         |
| 6.                              | 19 février 2000                 | Miami Orange Bowl, Miami (États-Unis)             | Honduras                        | 2-0 (pen.)                      | 5-3                             | GC 2000                         |
| 7.                              | 23 février 2003                 | Estadio Alejandro Villanueva, Lima (Pérou)        | Haïti                           | 3-0                             | 5-1                             | Amical                          |
| 8.                              | 6 septembre 2003                | Estadio Nacional, Lima (Pérou)                    | Paraguay                        | 3-1                             | 4-1                             | QCM 2006                        |
| 9.                              | 4 septembre 2004                | Estadio Monumental, Lima (Pérou)                  | Argentine                       | 1-1                             | 1-3                             | QCM 2006                        |

## Palmarès(joueur)

### En club
Sporting Cristal
- Championnat du Pérou (5) :
  - Champion : 1994, 1995, 1996, 2002 et 2005.
- Copa Libertadores :
  - Finaliste : 1997.

### Distinctions personnelles
- Meilleur buteur historique du Sporting Cristal (175 buts)[2].
- Recordman du nombre de matchs joués au sein du Sporting Cristal (566 matchs)[2].
- Élu meilleur footballeur péruvien en 2002 et 2005[5].